# St. Augustinus (Cloppenburg)

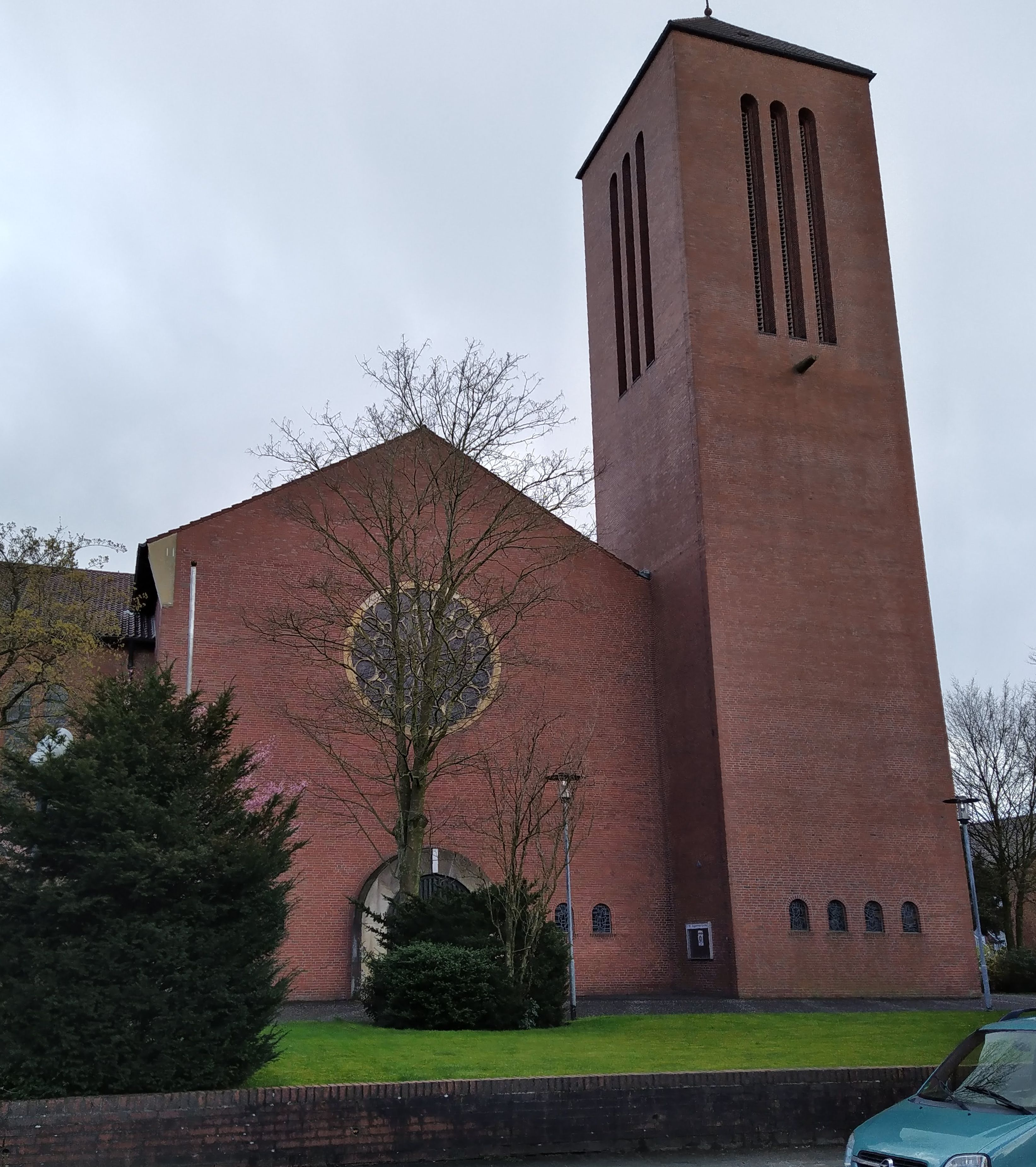
St. Augustinus, Nordseite

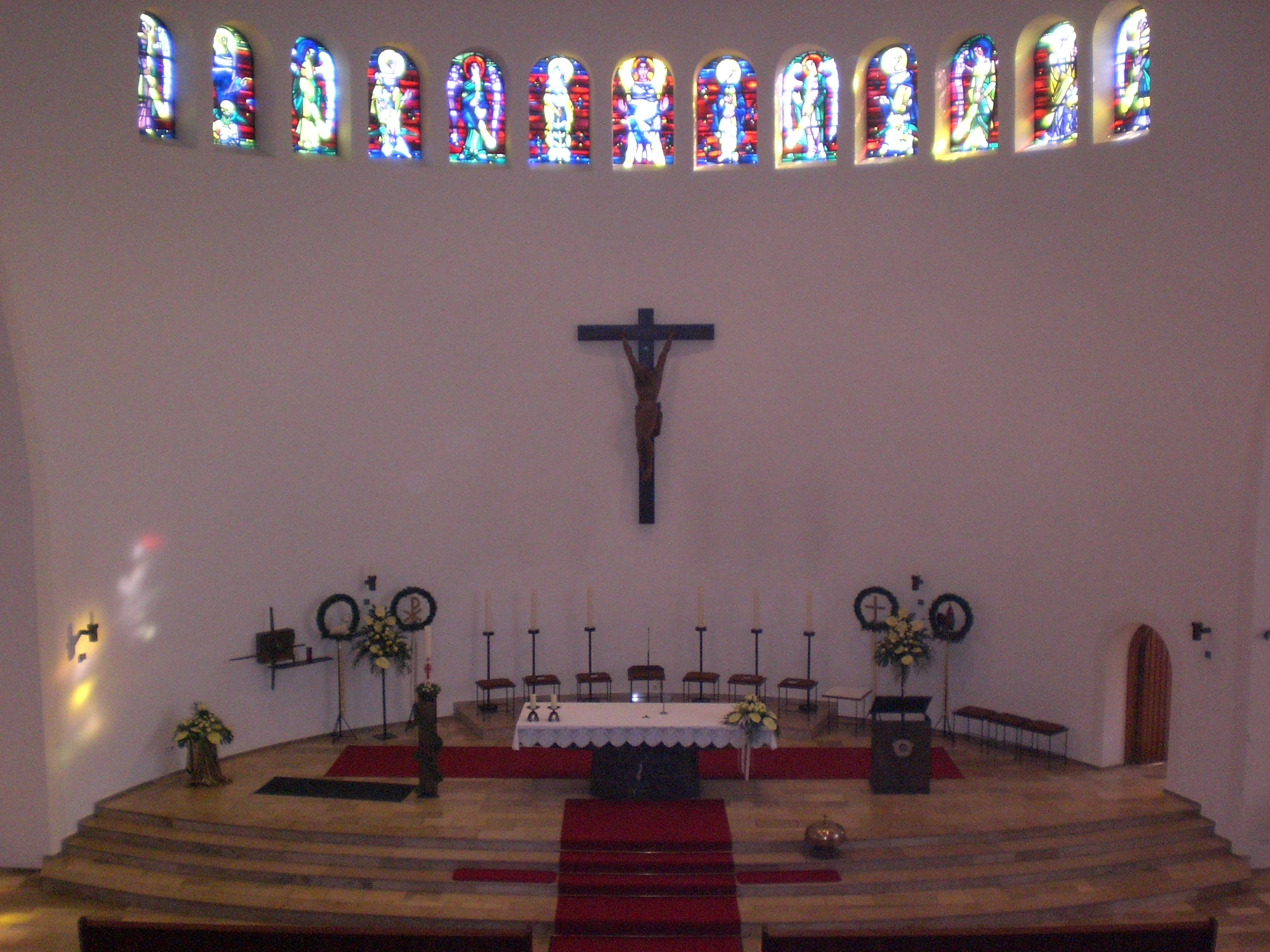
St. Augustinus, Altarraum

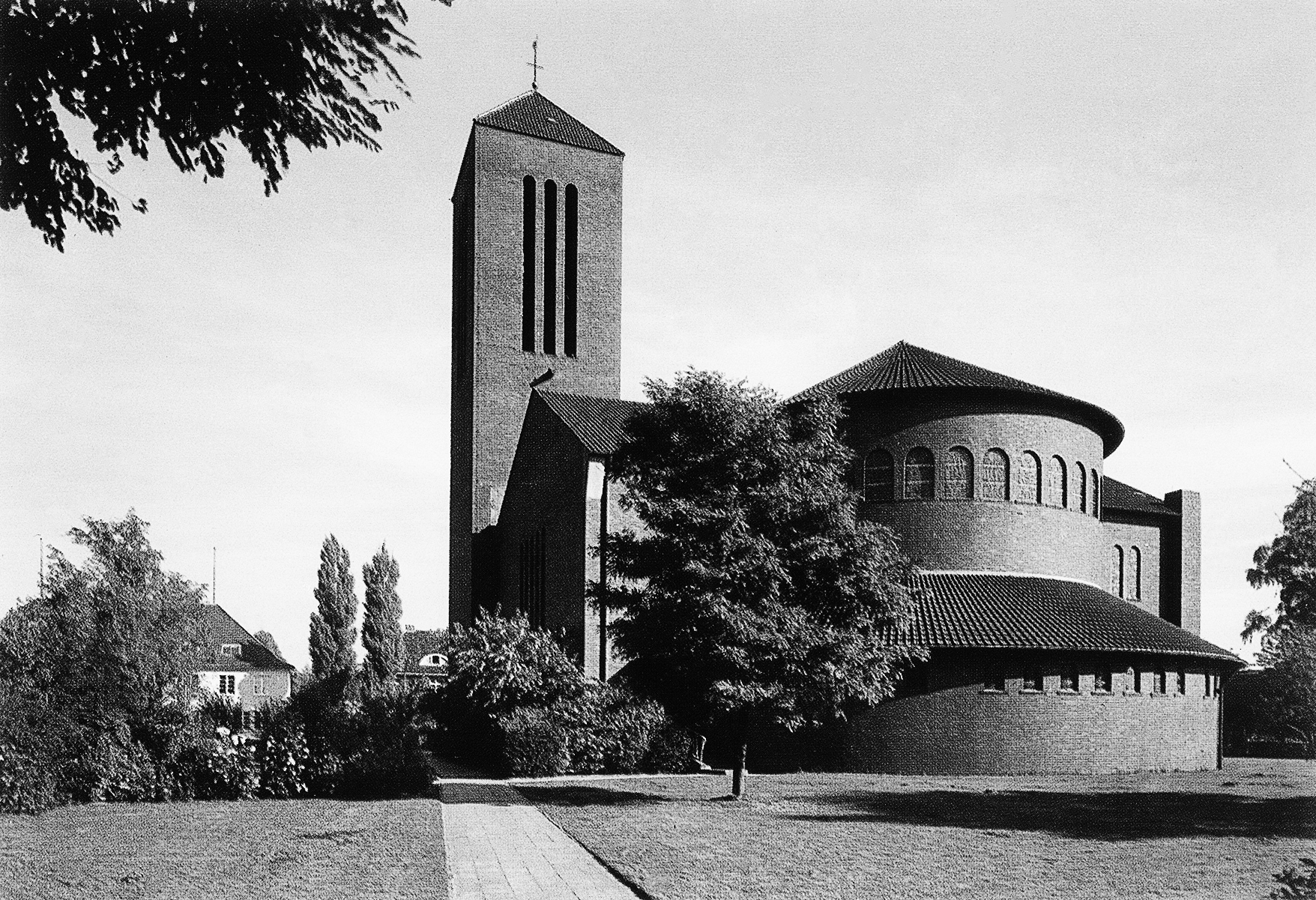
St. Augustinus, Südseite (1959)

Die römisch-katholische Kirche St. Augustinus in Cloppenburg wurde 1958–1959 errichtet und gehört zur Stadtpfarrei St. Andreas. Dem schlichten Backsteinbau mit kurzem Langhaus, gleich langen Querhäusern und einer halbrunden Apsis im Süden ist in der Nordwestecke ein mächtiger, viereckiger Glockenturm angefügt, der Platz für fünf Glocken bietet. Es sind aber zurzeit nur vier Glocken im Glockenstuhl angebracht.
Im Februar 2025 beschlossen der Kirchenausschuss und der Pfarreirat der Pfarrei St. Andreas Cloppenburg bei drei Enthaltungen, die Kirche St. Augustinus zu schließen und beim Bischof von Münster deren Profanierung zu beantragen.

## Namensgebung

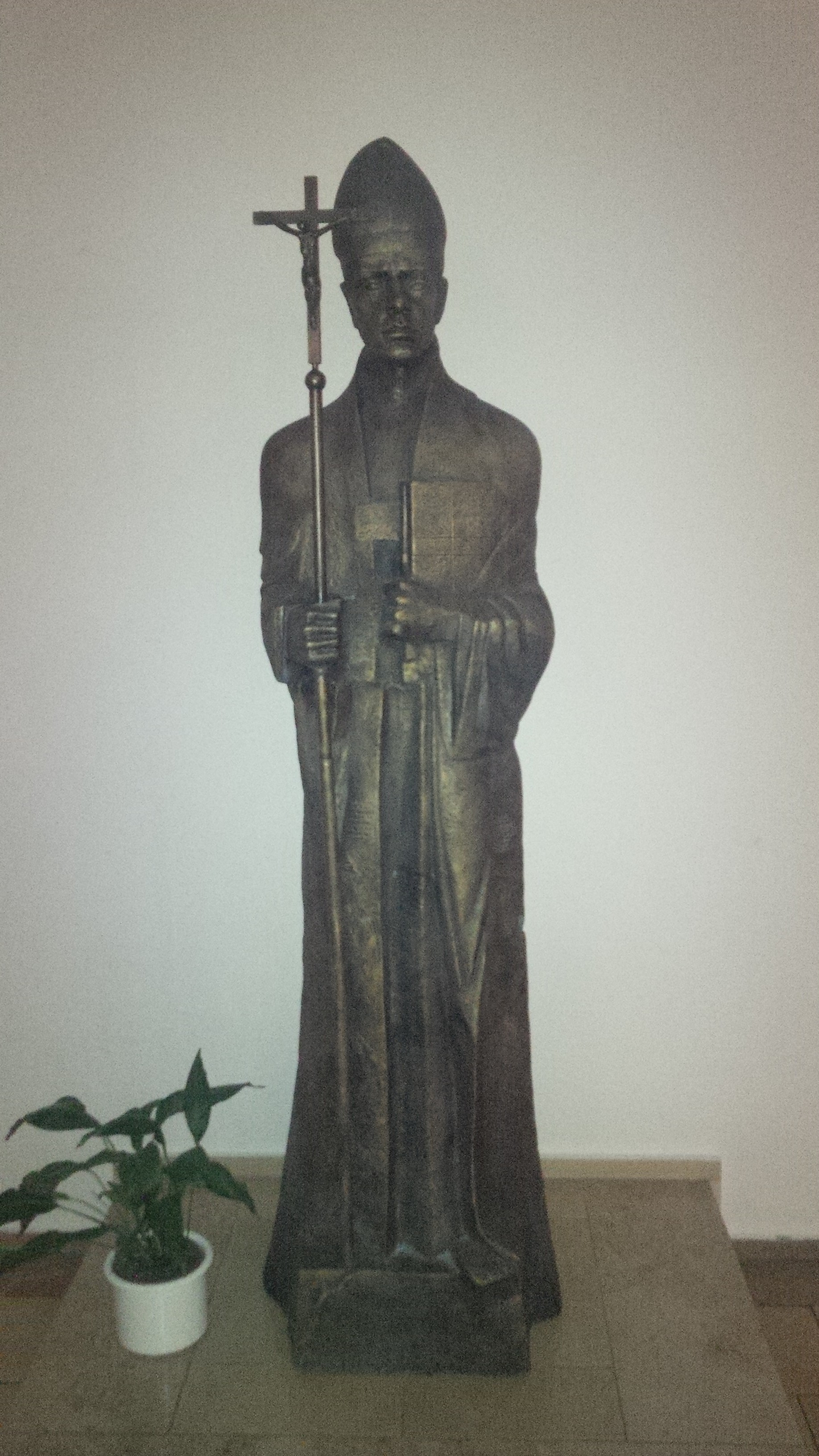
Namenspatron der Augustinuskirche

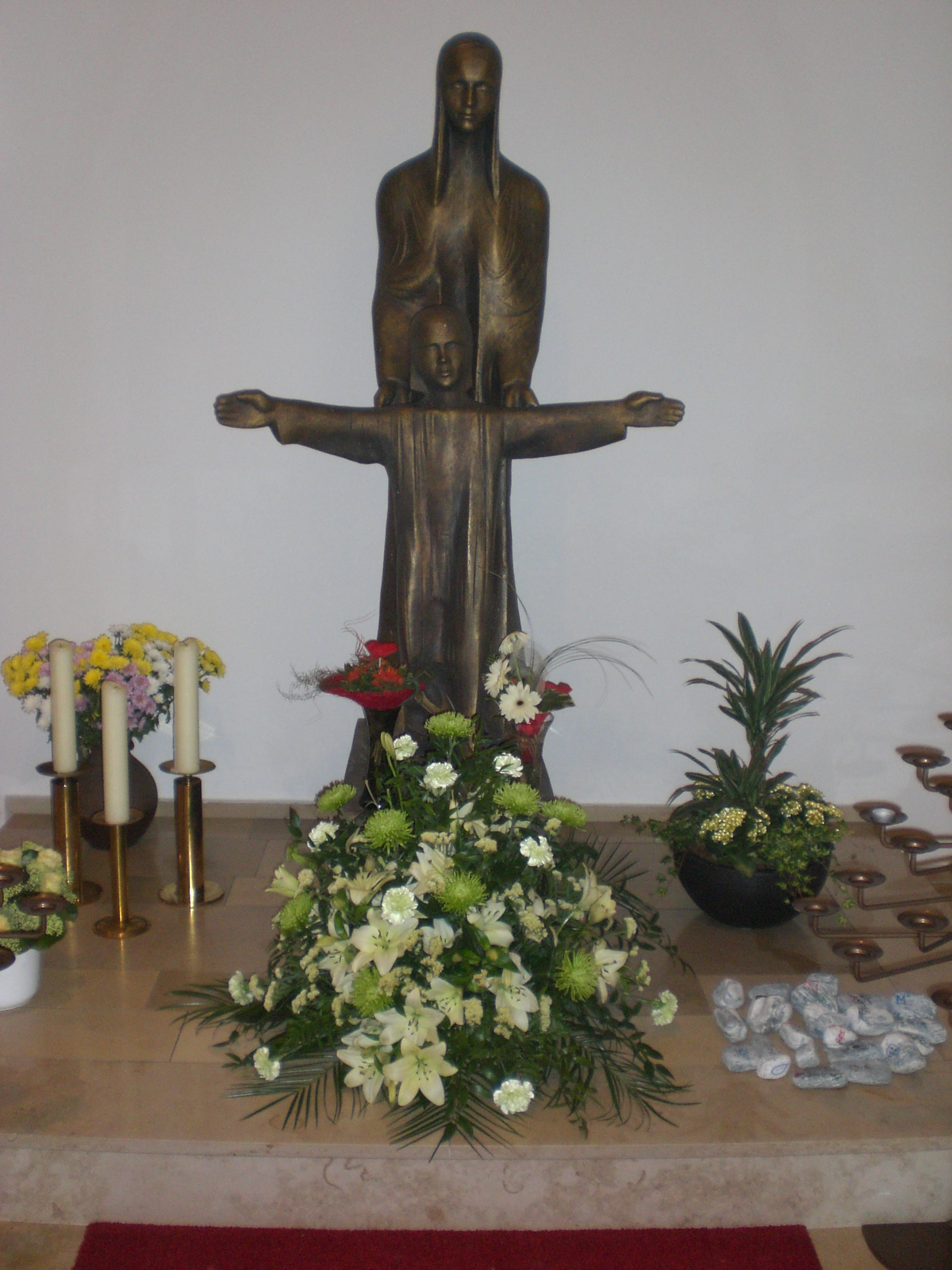
Muttergottes-Statue mit dem Jesuskind

Das Patrozinium der Kirche bezieht sich auf den heiligen Augustinus von Hippo. Schon bei der Planung der Kirche wählte man ihn zum Patron, da er als bedeutender Kirchenlehrer eine Verbindung von Kirche und Schule, von Glaube und Bildung symbolisiert. Auch das benachbarte Clemens-August-Gymnasium hat neben seinem Namensgeber Clemens August Graf von Galen auch den heiligen Augustinus als Schutzpatron.

## Baugeschichte
Der Bau der dritten römisch-katholischen Kirche in Cloppenburg nach der St.-Andreas-Kirche und der St.-Josefs-Kirche wurde wegen der raschen Bevölkerungszunahme durch die Ostvertreibung nach dem Zweiten Weltkrieg notwendig. Den Auftrag für die Planung erhielt der Architekt Ludger Sunder-Plassmann in Cloppenburg. In einjähriger Bauzeit von 1958 bis 1959 konnte die Kirche fertiggestellt werden. Sie sollte von außen einer „Himmelsburg“ ähneln. Der Grundstein wurde am 28. Oktober 1958 gelegt und von Offizial Heinrich Grafenhorst gesegnet. Anfang des Jahres 1959 wurden die Bauarbeiten wegen starken Frosts unterbrochen. Am 5. März 1959 konnte ein schlichtes, aber dennoch würdiges Richtfest gefeiert werden.

## Gestaltung des Innenraums
Die Gestaltung des Innenraums erfolgte vornehmlich durch den bekannten Bildhauer Paul Dierkes. Er schuf nicht nur das beeindruckende Altarkreuz, das 1996 ausgewechselt wurde, sondern auch das Holzrelief Maria mit Kind, den Mahagoni-Kreuzweg in 14 Stationen, die Holzfigur des heiligen Josef und die Steinskulptur des heiligen Augustinus, die heute auf dem Vorplatz der Kirche steht. Des Weiteren schmücken seit 1991 die Bronzeskulpturen der zwölf Apostel sowie die Holzskulptur Engel die Augustinuskirche. Ergänzt wurden die Werke von Paul Dierkes durch den Ambo (1983) und die Apostelleuchter, alle geschaffen von dem Goldschmiedemeister Herbert Feldkamp in Cloppenburg, sowie den bronzenen Osterleuchter, hergestellt in der Werkstatt des Bildhauers Joseph Krautwald in Rheine. Im Jahr 2000 schuf der Künstler Leonhard Klosa in Varrelbusch die lebensgroße Bronzeskulptur des heiligen Augustinus und 2004 eine Maria mit dem jungen Jesus. Die Farbverglasungen der Fenster entstanden nach einem Entwurf von Manfred Espeter in Münster. Der Innenraum soll ein Ort der Stille sein. 1968 erhielt die Kirche eine neue Orgel mit 23 Registern, nachdem die einfache elektronische Orgel nicht mehr den Anforderungen genügte.

## Geläut
Der Glockenturm der Augustinuskirche ist mit vier von ursprünglich geplanten fünf Glocken ausgestattet. Sie hängen im dritten Turmgeschoss an einem Holzgerüst und werden über eine Glockenautomatik gesteuert. Alle Glocken sind aus Bronze und kosteten bei der Anschaffung 25.813,75 DM.
- Am 2. Juni 1960 (Pfingstdonnerstag) wurde die erste Glocke von Offizial Heinrich Grafenhorst feierlich geweiht. Sie wiegt ca. 860 kg, hat einen Durchmesser von 1,11 m und ist auf den Ton Fis gestimmt. Sie trägt den Namen Augustinus.
- Die zweite Glocke mit dem Namen Elisabeth wurde am 15. August 1961, dem Fest Mariä Himmelfahrt, von Dechant Joseph Meyer geweiht. Sie wiegt ca. 600 kg, hat einen Durchmesser von 0,98 m und ist auf den Ton Gis gestimmt.
- Die Glocke Monika, ebenfalls am 15. August 1961 geweiht, wiegt ca. 400 kg, hat einen Durchmesser von 0,86 m und ist auf den Ton Ais gestimmt.
- Die Glocke Bernhard, die auf den Ton Dis gestimmt ist, konnte noch rechtzeitig am 15. April 1962 zum bevorstehenden Osterfest durch Dechant Joseph Meyer geweiht werden. Sie misst 1,32 m im Durchmesser und wiegt 1.500 kg.
- Die fünfte Glocke fehlt bis heute. Sie sollte auf den Ton Cis gestimmt werden, ca. 2.150 kg wiegen und einen Durchmesser von 1,50 m haben; sie wäre damit die größte Glocke der Kirche gewesen.

## Kirchengemeinde
Die Kirchengemeinde St. Augustinus war ab 1959 ein Pfarrrektorat und wurde 1964 eine selbstständige Pfarrei. 2010 kam es zur Neugründung der Stadtgemeinde St. Andreas, in der die bisherigen Pfarreien St. Andreas, St. Augustinus, St. Bernhard und St. Josef zusammengefasst wurden.